# Вільям Браун
Адмірал Ві́льям Бра́ун (англ. William Brown), також відомий іспанською як Ґільє́рмо Бра́ун (ісп. Guillermo Brown) або Альміранте Браун (ісп. Almirante Brown); 22 червня 1777 — 3 березня 1857) — адмірал Аргентини ірландського походження, засновник ВМФ Аргентини. Вільяма Брауна вважають національним героєм в Аргентині, більш ніж 1200 вулиць названо на його честь.
Перемоги Брауна у війні за незалежність Аргентини, Аргентино-бразильській війні та британсько-французькій блокаді Ріо-де-ла-Плата забезпечили йому повагу та вдячність аргентинського народу. Творець і перший адмірал військово-морських сил країни, він широко відомий як «батько аргентинського флоту».

## Життєпис

### Останні роки
1847 року Адмірал Браун відвідав свій рідний Фоксфорд разом із донькою.
Після падіння режиму Росаса, багато офіцерів флоту були звільнені з посад, але не командувач флоту. Браун залишився з почестями за свою довгу та вірну службу нації. Вийшовши на пенсію та переїхавши на свою віллу, Каса Амарілья у Баракасі, Браун прийняв у себе адмірала Ґренфела, колишнього опонента у Бразильській війні, котрий зазначав, якою невдячною була Республіка щодо її добрих слуг; старий Адмірал відповів: «Пане Ґренфел, не є для мене тягарем те, що я був корисний Батьківщині своїх дітей; я вважаю почесті й багатство надлишковими тоді, коли лише шість футів землі достатньо, щоб припинити стільки складнощів та болю».
3 березня 1857 року адмірал Браун помер. Аргентинський уряд випустив комюніке, в якому було зазначено: «Його життя було присвячене державній службі у національних війнах, котрі наша батьківщина вела від початку незалежності, Вільям Браун символізував міць військово-морського флоту Аргентинської Республіки». Він був похований з усіма військовими почестями. Під час його похорону генерал Бартоломе Мітре сказав відомі слова: «За життя Браун, стоячи на кормі свого корабля, був вартий цілого флоту». Його могила зараз розташована у Буенос-Айресі на цвинтарі Реколета.

## Вшанування

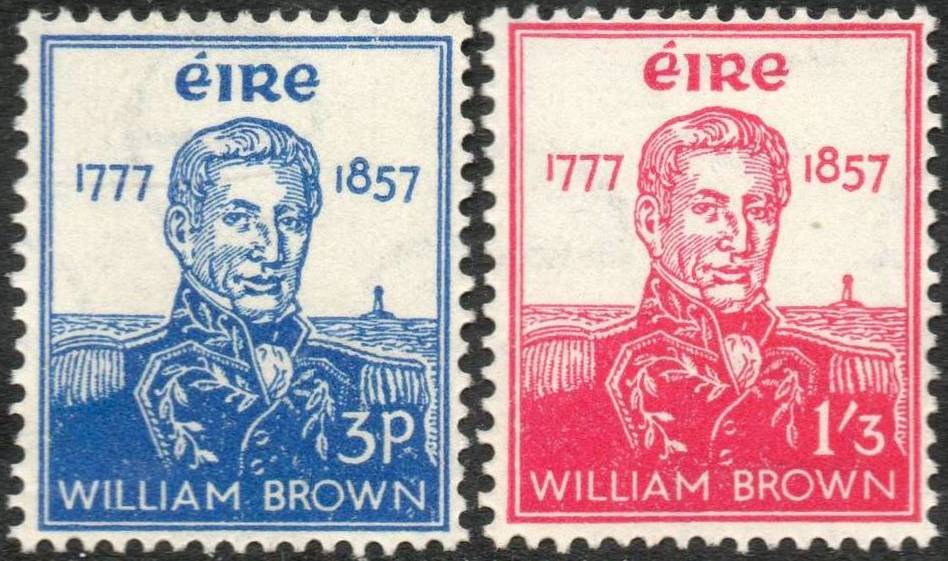
Ірландські марки до сотої річниці смерти (1957)

Пам'ятні марки з його зображенням видавалися урядом Ірландії 1957 року, а також у 1891, 1935 і 1956 роках урядом Аргентини.
Від середини 1980-х років адмірали Аргентинського флоту носять копію меча Вільяма Брауна. Одна така копія наявна на виставці у Національному морському музеї Ірландії. Оригінал знаходиться у Національному історичному музеї Аргентини.

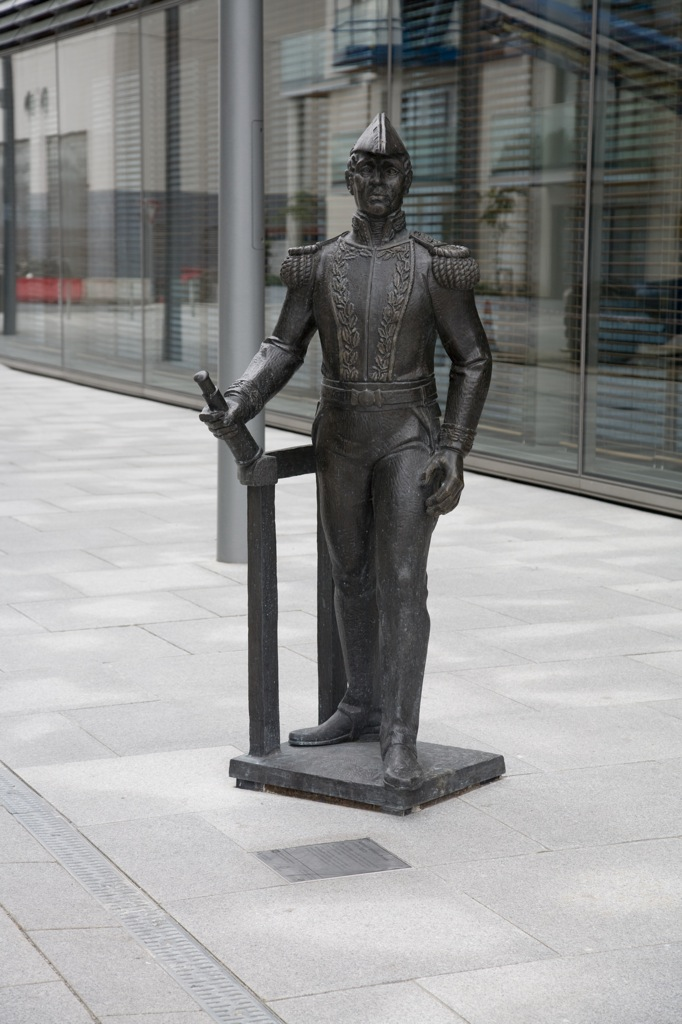
Статуя Вільяма Брауна у Дубліні, Ірландія

Статуї та меморіали, присвячені битвам Вільяма Брауна розташовані як у Буенос-Айресі, так й у Фоксфорді, його рідному місті в Ірландії. У Фоксфорді відкрили музей на його честь, що розташований на Ловер Мейн-стріт. У квітні-червні 2006 року патрульний катер Ірландської морської служби «LÉ Eithne» відплив до Буенос-Айреса у першому в історії розгортанні ірландського військового корабля в південній півкулі, аби взяти участь у вшануванні 150-ї річниці смерті Вільяма Брауна, а також, аби привезти до Дубліна статую адмірала. Під час подорожі «LÉ Eithne» зупинився у місті Мар-дель-Плата, де команда відвідала Площу Адмірала Брауна та віддали честь ірландському герою флоту та його колегам з аргентинських військово-морських сил.
Прем'єр-міністр Ірландії Берті Агерн 27 вересня 2006 року з приводу відкриття нового пам'ятника Брауна на Набережній Адмірала Брауна у Дубліні сказав: «Тоді у 2001-му я мав честь покласти вінок до пам'ятника адміралу Брауну у Буенос-Айресі, а також відкрити почесну табличку, що відзначала мій тодішній візит. Звідти я привіз із собою чітке розуміння того, наскільки важливою фігурою є Вільям Браун для аргентинської історії та наскільки міцними є зв'язки, колишні й нинішні, між нашими двома країнами».
У буенос-айреському районі Ла Бока розташована копія дому адмірала Брауна. Брауновий національний інститут (ісп. Instituto Nacional Browniano) був створений 1948 року для «вивчення та дослідження морської історії нації та військово-морських інтересів, а також для співпраці з аргентинським й ірландським урядами у вивченні життя та військових досягнень Вільяма Брауна». Центр базується в Буенос-Айресі, але має філії по всій країні.

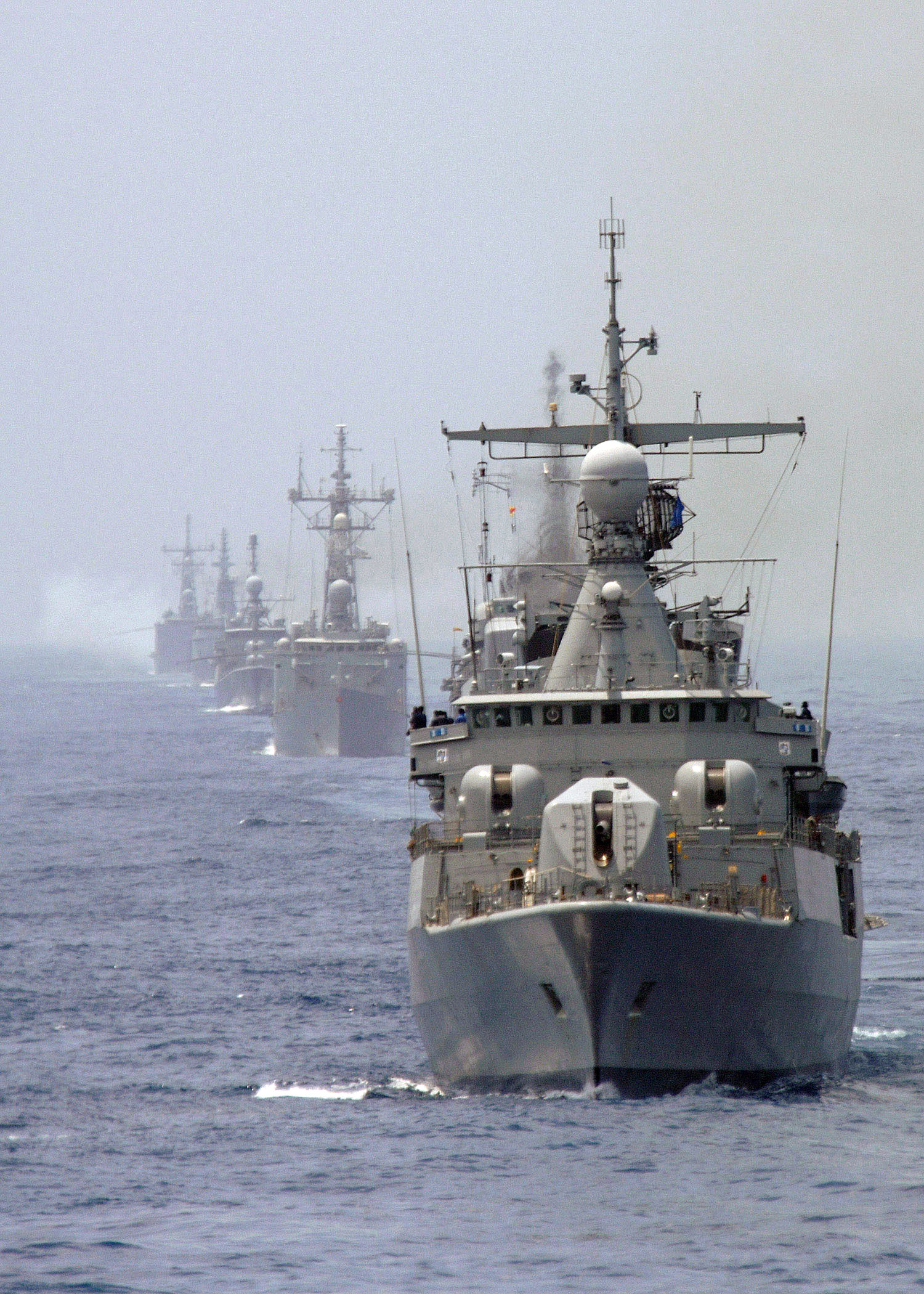
Аргентинський есмінець «ARA Almirante Brown (D-10)», названий на честь Вільяма Брауна.

На честь Брауна було названо декілька міст в Аргентині, багато різноманітних установ і більше 1200 вулиць. Також велика кількість аргентинських військових кораблів і політичних організацій були названі його ім'ям, як-от:
- Есмінці класу «Almirante Brown»[en] — група чотирьох спроектованих у Німеччині військових кораблів, прийнятих на озброєння аргентинським флотом між 1983 та 1984 роками[17].
- «ARA Almirante Brown (C-1)», сконструйований в Італії крейсер, що діяв під час Другої світової війни, його будова була схожа на клас «Тренто».
- «ARA Almirante Brown (D-10)[en]» — есмінець, що зараз перебуває на озброєнні[18].
- Антарктична база «Браун», розташована у затоці Парадайз.[16][19]
- ТЕС Гільєрмо Браун
- У 1982 році ірландський гурт «The Wolfe Tones[en]» написав та виконав пісню-присвяту під назвою «Admiral William Brown[en]».
- Департамент Альміранте-Браун[es] у провінції Чако, що на півночі країни[20].
- Округ Альміранте-Браун у провінції Буенос-Айрес, розташований біля південної міської зони Великого Буенос-Айреса[21].
- Національний коледж імені Адмірала Вільяма Брауна (ісп. Colegio Nacional Almirante Guillermo Brown), навчальний заклад в Адроге[en], провінція Буенос-Айрес.
- Чотири футбольні клуби: Club Atletico Almirante Brown[en] із міста Арресіфес[22], Club Almirante Brown[en] із Ісідро-Касанова[23], Brown Athletic Club[en] з Адроге[24], а також Guillermo Brown, що базується у Пуерто-Мадрін.
- Від 25 листопада 2012 року переможець міжнародного матчу з регбі між Аргентиною та Ірландією отримує Кубок Адмірала Брауна (La Copa Almirante Brown). Ірландія першою виграла його, перемігши Аргентину 46:24.